# Franleu
Franleu é uma comuna francesa na região administrativa de Altos da França, no departamento de Somme. Estende-se por uma área de 8,43 km². Em 2010 a comuna tinha 546 habitantes (densidade: 64,8 hab./km²).